# Daleszyce (gmina)
Pour les articles homonymes, voir Daleszyce.
La gmina de Daleszyce est une commune urbaine-rurale de la voïvodie de Sainte-Croix et du powiat de Kielce. Elle s'étend sur 222,18 km2 et comptait 14 713 habitants en 2006. Son siège est la ville de Daleszyce qui se situe à environ 17 kilomètres au sud-est de Kielce.

## Villages
Hormis la ville de Daleszyce, la gmina de Daleszyce comprend les villages et localités de Borków, Brzechów, Cisów, Danków, Komórki, Kranów, Marzysz, Mójcza, Niestachów, Niwy, Sieraków, Słopiec, Smyków, Suków, Szczecno, Trzemosna et Widełki.

## Villes et gminy voisines
La gmina de Daleszyce est voisine de la ville de Kielce et des gminy de Bieliny, Górno, Łagów, Morawica, Pierzchnica et Raków.